# Arnoud Sengers
Arnoldus Antonius (Arnoud) Sengers (Gestel, 10 augustus 1887 – Rotterdam, 1 juli 1970) was een Nederlands biljarter. Hij nam tussen seizoen 1927–1928 en 1946–1947 deel aan negentien nationale kampioenschappen in de ereklasse, speelde twee keer een EK en vijf keer een WK.

## Titels
- Nederlands kampioen Driebanden (7x): Ereklasse 1933–1934, 1935–1936, 1936–1937, 1939–1940, 1940–1941, 1941–1942, 1946–1947

## Deelname aan internationale kampioenschappen
| Nr. | Kampioenschap           | Plaats    | Klassering | Alg. gemiddelde |
| --- | ----------------------- | --------- | ---------- | --------------- |
| 1.  | WK Driebanden 1928–1929 | Brussel   | 3e         | 0,542           |
| 2.  | WK Driebanden 1929–1930 | Amsterdam | 3e         | 0,589           |
| 3.  | WK Driebanden 1930–1931 | Barcelona | 3e         | 0,571           |
| 4.  | WK Driebanden 1933–1934 | Barcelona | 4e         | 0,538           |
| 5.  | WK Driebanden 1936–1937 | Keulen    | 3e         | 0,603           |
| 6.  | EK Driebanden 1939–1940 | Angoulême | 4e         | 0,600           |
| 7.  | EK Driebanden 1946–1947 | Brussel   | 8e         | 0,583           |

## Deelname aan Nederlandse kampioenschappen in de Ereklasse
| Nr. | Kampioenschap        | Plaats    | Klassering | Alg. gemiddelde |
| --- | -------------------- | --------- | ---------- | --------------- |
| 1.  | Driebanden 1927–1928 | Den Haag  | 2e         | 0,462           |
| 2.  | Driebanden 1928–1929 | Den Haag  | 2e         | 0,526           |
| 3.  | Driebanden 1929–1930 | Haarlem   | 3e         | 0,557           |
| 4.  | Driebanden 1930–1931 | Haarlem   | 2e         | 0,602           |
| 5.  | Driebanden 1931–1932 | Amsterdam | 3e         | 0,617           |
| 6.  | Driebanden 1932–1933 | Amsterdam | 2e         | 0,643           |
| 7.  | Driebanden 1933–1934 | Haarlem   | 1e         | 0,681           |
| 8.  | Driebanden 1934–1935 | Tilburg   | 2e         | 0,555           |
| 9.  | Driebanden 1935–1936 | Rotterdam | 1e         | 0,620           |
| 10. | Driebanden 1936–1937 | Amsterdam | 1e         | 0,729           |
| 11. | Driebanden 1937–1938 | Amsterdam | 2e         | 0,693           |
| 12. | Driebanden 1938–1939 | Amsterdam | 2e         | 0,628           |
| 13. | Driebanden 1939–1940 | Amsterdam | 1e         | 0,736           |
| 14. | Driebanden 1940–1941 | Utrecht   | 1e         | 0,680           |
| 15. | Driebanden 1941–1942 | Utrecht   | 1e         | 0,645           |
| 16. | Driebanden 1942–1943 | Utrecht   | 4e         | 0,619           |
| 17. | Driebanden 1943–1944 | Amsterdam | 2e         | 0,656           |
| 18. | Driebanden 1945–1946 | Tilburg   | 5e         | 0,520           |
| 19. | Driebanden 1946–1947 | Utrecht   | 1e         | 0,656           |